# Ujfaluba (Baranjska županija, Mađarska)
Ujfaluba, Ufaluba ili Vujfaluba (mađ. Kétújfalu) je selo u južnoj Mađarskoj.
Zauzima površinu od 16,3 km četvorna.

## Zemljopisni položaj
Nalazi se na 45° 58' 1" sjeverne zemljopisne širine i 17° 42' 18" istočne zemljopisne dužine. Meljek je 200 m sjever-sjeverozapadno, Petan je 1,5 km sjeverno, Kistamási je 2 km sjeverno, Obolj je 5 km sjeveroistočno, Várad je 1 km istočno, Biriš je 2 km istočno-jugoistočno, Dekla je 500 m južno, a zapadno su 1,5 km udaljeni Surinj i 3 km udaljeni Zádor.

## Upravna organizacija
Upravno pripada Sigetskoj mikroregiji u Baranjskoj županiji. Poštanski broj je 7975. 

## Promet
Kroz selo prolazi željeznička pruga Barča-Šeljin. U selu je i željeznička postaja.

## Stanovništvo
Ujfaluba ima 723 stanovnika (2001.). Mađari čine 60%, Romi, koji u selu imaju manjinsku samoupravu, preko 2%, Hrvata ima 1,5%, Nijemaca ima nešto više od 1%, a nepoznato ili neizjašnjenih je skoro 40%. 55% je rimokatolika, 16& je kalvinista, a nepoznate ili neizjašnjene vjere je četvrtina stanovnika.

## Poznate osobe
- Ignác Konrád, mađ. slikar i kipar

## Vanjske poveznice
- (mađ.) Kétújfalu Önkormányzatának honlapja
- Ujfaluba na fallingrain.com